# Paul Boyd
Paul Boyd (Scozia, ...) è un regista scozzese.

## Biografia
È nato in Scozia ed è diplomato alla St. Martin's School of Art di Londra dove ha studiato cinema, si è poi trasferito a Los Angeles.
Nel 2008 ha diretto e scritto Vicious Circle, un film interpretato da Paul Rodriguez Jr, Emily Rios, e Trevor Wright, che ha ricevuto nel 2008 il premio come miglior film al New York International Latino Film Festival. 
Inoltre, diretto le campagne pubblicitarie per L'Oreal, Revlon, Jaguar e Dodge.